# Le Thuit
Le Thuit is een gemeente in het Franse departement Eure (regio Normandië) en telt 117 inwoners (2005). De plaats maakt deel uit van het arrondissement Les Andelys.

## Geografie
De oppervlakte van Le Thuit bedraagt 3,0 km², de bevolkingsdichtheid is 39,0 inwoners per km².
De onderstaande kaart toont de ligging van Le Thuit met de belangrijkste infrastructuur en aangrenzende gemeenten.

## Demografie
Onderstaande figuur toont het verloop van het inwonertal (bron: INSEE-tellingen).

## Externe links

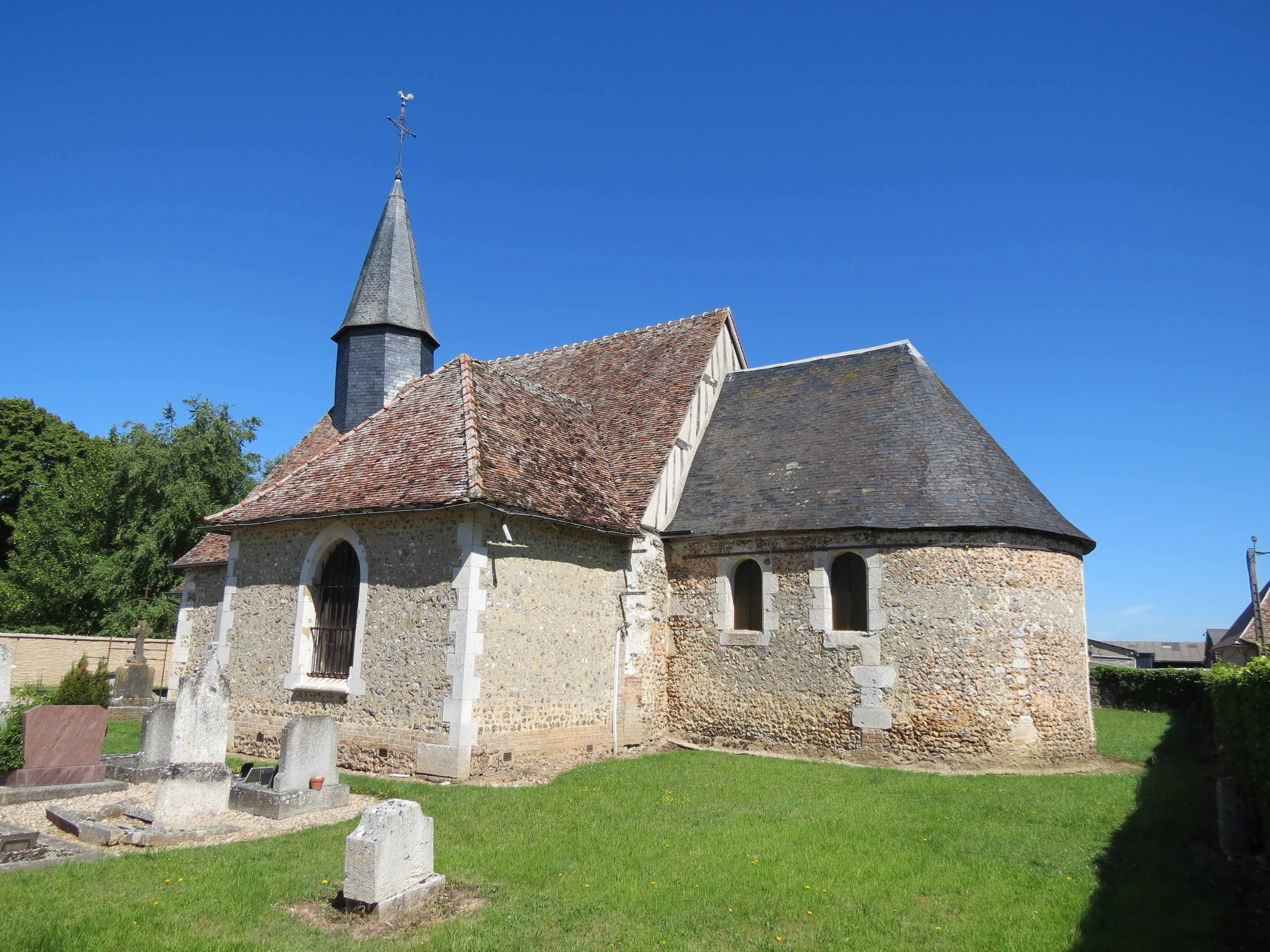
Kerk Saint-Martin